# De parte de la princesa muerta
De parte de la princesa muerta es una novela de la escritora francesa de origen turco-indio, Kenizé Mourad escrita en el año 1987.

## Trama
Cuenta la historia de Selma Rauf Hanim, nieta del sultán otomano Murad V, desde su niñez cuando la nobleza turca es expulsada del país y diseminada por las orillas del Mediterráneo. Su paso por un colegio católico francés de Líbano, forzada por las dificultades económicas a elegir un esposo, por lo que acepta un matrimonio concertado con un príncipe indio chiita. Una mujer que no se resigna al peso de la tradición, que se traslada a París en plena Segunda Guerra Mundial, embarazada, donde por fin será dueña de sí misma.